# Občina Šentjernej
Občina Šentjernej je ena od občin v Republiki Sloveniji.

## Naselja v občini
Apnenik, Breška vas, Brezje pri Šentjerneju, Cerov Log, Čadraže, Čisti Breg, Dobravica, Dolenja Brezovica, Dolenja Stara vas, Dolenje Gradišče pri Šentjerneju, Dolenje Mokro Polje, Dolenje Vrhpolje, Dolenji Maharovec, Drama, Drča, Gorenja Brezovica, Gorenja Gomila, Gorenja Stara vas, Gorenje Gradišče pri Šentjerneju, Gorenje Mokro Polje, Gorenje Vrhpolje, Gorenji Maharovec, Groblje pri Prekopi, Gruča, Hrastje, Hrvaški Brod, Imenje, Javorovica, Ledeča vas, Loka, Mali Ban, Mihovica, Mihovo, Mršeča vas, Orehovica, Ostrog, Polhovica, Prapreče pri Šentjerneju, Pristava pri Šentjerneju, Pristavica, Rakovnik, Razdrto, Roje, Sela pri Šentjerneju, Šentjakob, Šentjernej, Šmalčja vas, Šmarje, Tolsti Vrh, Veliki Ban, Volčkova vas, Vratno, Vrbovce, Vrh pri Šentjerneju, Zameško, Zapuže, Žerjavin, Žvabovo